# Spanje op het wereldkampioenschap voetbal 2018
Spanje is een van de deelnemende landen aan het wereldkampioenschap voetbal 2018 in Rusland. Het is de vijftiende deelname voor het land. Julen Lopetegui zou als bondscoach voor het eerst deelnemen aan het WK. Als doelman maakte hij deel uit van de selectie voor het WK 1994. Een dag voor de start van het toernooi werd hij echter ontslagen. Spanje werd in de achtste finales uitgeschakeld door Rusland.

## Kwalificatie
Spanje begon met een overtuigende zege aan de kwalificatiecampagne. Het blikte Liechtenstein met 8–0 in. Diego Costa, David Silva en Álvaro Morata scoorden in dat duel elk twee goals. Op 6 oktober 2016 volgde meteen het belangrijke uitduel tegen Italië, de andere favoriet voor groepswinst. Vitolo bracht de Spanjaarden na iets minder dan een uur op voorsprong, maar in het slot van de wedstrijd bracht Daniele De Rossi met een strafschop de score opnieuw in evenwicht.
Vervolgens liet Spanje geen enkel punt liggen. Het won achtereenvolgens van Albanië, Macedonië (2x) en Israël, maar doordat ook Italië al zijn wedstrijden won, bleven beide landen samen aan de leiding in groep G. Op 2 september 2017 speelden beide teams opnieuw tegen elkaar. Ditmaal won Spanje voor eigen supporters met 3–0 van de Italianen. Doelpunten van Isco (2x) en Morata zorgden ervoor dat de Spanjaarden alleen aan de leiding kwamen.
Ook nadien bleef Spanje foutloos. Het won opnieuw met acht doelpunten verschil van Liechtenstein en op 6 oktober 2017 werd er met 3–0 gewonnen van Albanië. Doordat Italië diezelfde dag gelijkspeelde tegen Macedonië waren de Spanjaarden met nog een speeldag te gaan al zeker van groepswinst.

### Kwalificatieduels
|                                                   |                                                                        |       |               |                                                                                  |
| 5 september 2016 «onderlinge duels» 20:45 (UTC+2) | Spanje                                                                 | 8 − 0 | Liechtenstein | Estadio Reino de León, León Toeschouwers: 12.139 Scheidsrechter: Simon Lee Evans |
| 5 september 2016 «onderlinge duels» 20:45 (UTC+2) | Costa 11', 67' Roberto 56' Silva 60', 90+2' Vitolo 61' Morata 83', 84' |       |               | Estadio Reino de León, León Toeschouwers: 12.139 Scheidsrechter: Simon Lee Evans |

|                                                 |                     |       |            |                                                                           |
| 6 oktober 2016 «onderlinge duels» 20:45 (UTC+2) | Italië              | 1 − 1 | Spanje     | Juventus Stadium, Turijn Toeschouwers: 41.000 Scheidsrechter: Felix Brych |
| 6 oktober 2016 «onderlinge duels» 20:45 (UTC+2) | De Rossi 82' (pen.) |       | 55' Vitolo | Juventus Stadium, Turijn Toeschouwers: 41.000 Scheidsrechter: Felix Brych |

|                                                 |         |                      |        |                                                                              |
| 9 oktober 2016 «onderlinge duels» 20:45 (UTC+2) | Albanië | 0 − 2                | Spanje | Loro Boriçistadion, Shkodër Toeschouwers: 15.900 Scheidsrechter: Bas Nijhuis |
| 9 oktober 2016 «onderlinge duels» 20:45 (UTC+2) |         | 55' Costa 63' Nolito |        | Loro Boriçistadion, Shkodër Toeschouwers: 15.900 Scheidsrechter: Bas Nijhuis |

|                                                   |                                                        |       |           |                                                                                               |
| 12 november 2016 «onderlinge duels» 20:45 (UTC+1) | Spanje                                                 | 4 − 0 | Macedonië | Estadio Nuevo Los Cármenes, Granada Toeschouwers: 16.622 Scheidsrechter: Robert Schörgenhofer |
| 12 november 2016 «onderlinge duels» 20:45 (UTC+1) | Velkovski 34' (e.d.) Vitolo 63' Monreal 84' Aduriz 85' |       |           | Estadio Nuevo Los Cármenes, Granada Toeschouwers: 16.622 Scheidsrechter: Robert Schörgenhofer |

|                                                |                                           |       |              |                                                                       |
| 24 maart 2017 «onderlinge duels» 20:45 (UTC+1) | Spanje                                    | 4 − 1 | Israël       | El Molinón, Gijón Toeschouwers: 20.321 Scheidsrechter: Michael Oliver |
| 24 maart 2017 «onderlinge duels» 20:45 (UTC+1) | Silva 13' Vitolo 45+1' Costa 51' Isco 88' |       | 76' Refaelov | El Molinón, Gijón Toeschouwers: 20.321 Scheidsrechter: Michael Oliver |

|                                               |               |       |                     |                                                                        |
| 11 juni 2017 «onderlinge duels» 20:45 (UTC+2) | Macedonië     | 1 − 2 | Spanje              | Philip II Arena, Skopje Toeschouwers: 20.675 Scheidsrechter: Paweł Gil |
| 11 juni 2017 «onderlinge duels» 20:45 (UTC+2) | Ristovski 66' |       | 15' Silva 27' Costa | Philip II Arena, Skopje Toeschouwers: 20.675 Scheidsrechter: Paweł Gil |

|                                                   |                          |       |        |                                                                                      |
| 2 september 2017 «onderlinge duels» 20:45 (UTC+2) | Spanje                   | 3 − 0 | Italië | Estadio Santiago Bernabéu, Madrid Toeschouwers: 73.628 Scheidsrechter: Björn Kuipers |
| 2 september 2017 «onderlinge duels» 20:45 (UTC+2) | Isco 14', 40' Morata 77' |       |        | Estadio Santiago Bernabéu, Madrid Toeschouwers: 73.628 Scheidsrechter: Björn Kuipers |

|                                                   |               |                                                                              |        |                                                                             |
| 5 september 2017 «onderlinge duels» 20:45 (UTC+2) | Liechtenstein | 0 − 8                                                                        | Spanje | Rheinparkstadion, Vaduz Toeschouwers: 5.864 Scheidsrechter: Ivaylo Stoyanov |
| 5 september 2017 «onderlinge duels» 20:45 (UTC+2) |               | 3' Ramos 15', 54' Morata 16' Isco 39' Silva 51', 63' Aspas 89' (e.d.) Göppel |        | Rheinparkstadion, Vaduz Toeschouwers: 5.864 Scheidsrechter: Ivaylo Stoyanov |

|                                                 |                                 |       |         |                                                                                       |
| 6 oktober 2017 «onderlinge duels» 18:00 (UTC+2) | Spanje                          | 3 − 0 | Albanië | Estadio José Rico Pérez, Alicante Toeschouwers: 25.397 Scheidsrechter: Aleksej Jeskov |
| 6 oktober 2017 «onderlinge duels» 18:00 (UTC+2) | Rodrigo 16' Isco 24' Thiago 27' |       |         | Estadio José Rico Pérez, Alicante Toeschouwers: 25.397 Scheidsrechter: Aleksej Jeskov |

|                                                 |        |                  |        |                                                                            |
| 9 oktober 2017 «onderlinge duels» 20:45 (UTC+2) | Israël | 0 − 1            | Spanje | Teddystadion, Jeruzalem Toeschouwers: 28.700 Scheidsrechter: Craig Thomson |
| 9 oktober 2017 «onderlinge duels» 20:45 (UTC+2) |        | 77' Illarramendi |        | Teddystadion, Jeruzalem Toeschouwers: 28.700 Scheidsrechter: Craig Thomson |

### Eindstand groep G
| Pos. | Land          | GW | W | G | V  | DV | DT | DS  | Ptn |
| ---- | ------------- | -- | - | - | -- | -- | -- | --- | --- |
| 1    | Spanje        | 10 | 9 | 1 | 0  | 36 | 3  | +33 | 28  |
| 2    | Italië        | 10 | 7 | 2 | 1  | 21 | 8  | +13 | 23  |
| 3    | Albanië       | 10 | 4 | 1 | 5  | 10 | 13 | –3  | 13  |
| 4    | Israël        | 10 | 4 | 0 | 6  | 10 | 15 | –5  | 12  |
| 5    | Macedonië     | 10 | 3 | 2 | 5  | 15 | 15 | 0   | 11  |
| 6    | Liechtenstein | 10 | 0 | 0 | 10 | 1  | 39 | –38 | 0   |

## WK-voorbereiding

### Wedstrijden
|                                                   |                                               |       |            |                                                                                          |
| 11 november 2017 «onderlinge duels» 21:30 (UTC+1) | Spanje                                        | 5 – 0 | Costa Rica | Estadio La Rosaleda, Málaga Toeschouwers: 30.000 Scheidsrechter: Anastasios Sidiropoulos |
| 11 november 2017 «onderlinge duels» 21:30 (UTC+1) | Alba 6' Morata 23' Silva 51', 55' Iniesta 73' |       |            | Estadio La Rosaleda, Málaga Toeschouwers: 30.000 Scheidsrechter: Anastasios Sidiropoulos |

|                                                   |                                     |       |                         |                                                                                         |
| 14 november 2017 «onderlinge duels» 19:45 (UTC+1) | Rusland                             | 3 – 3 | Spanje                  | Krestovskystadion, Sint-Petersburg Toeschouwers: 45.480 Scheidsrechter: Gianluca Rocchi |
| 14 november 2017 «onderlinge duels» 19:45 (UTC+1) | Smolov 41', 70' Al. Mirantsjoek 51' |       | 72' Alba 35', 53' Ramos | Krestovskystadion, Sint-Petersburg Toeschouwers: 45.480 Scheidsrechter: Gianluca Rocchi |

|                                                |            |       |            |                                                         |
| 23 maart 2018 «onderlinge duels» 20:45 (UTC+1) | Duitsland  | 1 – 1 | Spanje     | ESPRIT arena, Düsseldorf Scheidsrechter: William Collum |
| 23 maart 2018 «onderlinge duels» 20:45 (UTC+1) | Müller 35' |       | 6' Rodrigo | ESPRIT arena, Düsseldorf Scheidsrechter: William Collum |

|                                                |                                                   |       |              |                                                                    |
| 27 maart 2018 «onderlinge duels» 21:30 (UTC+2) | Spanje                                            | 6 – 1 | Argentinië   | Estadio Wanda Metropolitano, Madrid Scheidsrechter: Anthony Taylor |
| 27 maart 2018 «onderlinge duels» 21:30 (UTC+2) | Costa 12' Isco 27', 52', 74' Thiago 55' Aspas 73' |       | 39' Otamendi | Estadio Wanda Metropolitano, Madrid Scheidsrechter: Anthony Taylor |

|                                              |               |       |               |                                                                  |
| 3 juni 2018 «onderlinge duels» 21:00 (UTC+2) | Spanje        | 1 – 1 | Zwitserland   | Estadio de la Cerámica, Villarreal Scheidsrechter: István Kovács |
| 3 juni 2018 «onderlinge duels» 21:00 (UTC+2) | Odriozola 29' |       | 62' Rodríguez | Estadio de la Cerámica, Villarreal Scheidsrechter: István Kovács |

|                                              |         |           |        |                                                                                      |
| 9 juni 2018 «onderlinge duels» 20:45 (UTC+3) | Tunesië | 0 – 1     | Spanje | Koeban Stadion, Krasnodar (Rusland) Toeschouwers: 33.116 Scheidsrechter: Bas Nijhuis |
| 9 juni 2018 «onderlinge duels» 20:45 (UTC+3) |         | 84' Aspas |        | Koeban Stadion, Krasnodar (Rusland) Toeschouwers: 33.116 Scheidsrechter: Bas Nijhuis |

## Het wereldkampioenschap
Op 1 december 2017 werd er geloot voor de groepsfase van het Wereldkampioenschap voetbal 2018. Spanje werd samen met Portugal, Marokko en Iran ondergebracht in groep B, en kreeg daardoor Sotsji, Kazan en Kaliningrad als speelsteden.

### Uitrustingen
Sportmerk: adidas
| Thuis | Uit | Doelman |

### Selectie en statistieken
| Nr. | Naam              | Geboortedatum | GW |   |   |   |   |   |   | Club              | Positie(s) |
| --- | ----------------- | ------------- | -- | - | - | - | - | - | - | ----------------- | ---------- |
| 1   | David de Gea      | 07-11-1990    | 4  | 0 | 0 | 0 | 0 | 0 | 0 | Manchester United | GK         |
| 2   | Daniel Carvajal   | 11-01-1992    | 3  | 0 | 0 | 0 | 0 | 1 | 0 | Real Madrid       | RB         |
| 3   | Gerard Piqué      | 02-02-1987    | 4  | 0 | 1 | 0 | 0 | 0 | 0 | FC Barcelona      | CB         |
| 4   | Nacho Fernández   | 18-01-1990    | 2  | 1 | 0 | 0 | 0 | 0 | 1 | Real Madrid       | CB         |
| 5   | Sergio Busquets   | 16-07-1988    | 4  | 0 | 1 | 0 | 0 | 0 | 0 | FC Barcelona      | DM         |
| 6   | Andrés Iniesta    | 11-05-1984    | 4  | 0 | 0 | 0 | 0 | 1 | 2 | FC Barcelona      | CM         |
| 7   | Saúl Ñíguez       | 21-11-1994    | 0  | 0 | 0 | 0 | 0 | 0 | 0 | Atlético Madrid   | CM         |
| 8   | Koke              | 08-01-1992    | 3  | 0 | 0 | 0 | 0 | 1 | 0 | Atlético Madrid   | AM         |
| 9   | Rodrigo           | 06-03-1991    | 3  | 0 | 0 | 0 | 0 | 3 | 0 | Valencia CF       | CF         |
| 10  | Thiago Alcántara  | 11-04-1991    | 2  | 0 | 0 | 0 | 0 | 1 | 1 | Bayern München    | CM         |
| 11  | Lucas Vázquez     | 01-07-1991    | 2  | 0 | 0 | 0 | 0 | 1 | 1 | Real Madrid       | LW         |
| 12  | Álvaro Odriozola  | 14-12-1995    | 0  | 0 | 0 | 0 | 0 | 0 | 0 | Real Sociedad     | RB         |
| 13  | Kepa Arrizabalaga | 03-10-1994    | 0  | 0 | 0 | 0 | 0 | 0 | 0 | Athletic Bilbao   | GK         |
| 14  | César Azpilicueta | 28-08-1989    | 0  | 0 | 0 | 0 | 0 | 0 | 0 | Chelsea FC        | RB         |
| 15  | Sergio Ramos      | 30-03-1986    | 4  | 0 | 0 | 0 | 0 | 0 | 0 | Real Madrid       | CB         |
| 16  | Nacho Monreal     | 26-02-1986    | 0  | 0 | 0 | 0 | 0 | 0 | 0 | Arsenal FC        | LB         |
| 17  | Iago Aspas        | 01-08-1987    | 3  | 1 | 0 | 0 | 0 | 3 | 0 | Celta de Vigo     | CF         |
| 18  | Jordi Alba        | 21-03-1989    | 4  | 0 | 0 | 0 | 0 | 0 | 0 | FC Barcelona      | LB         |
| 19  | Diego Costa       | 07-10-1988    | 4  | 3 | 0 | 0 | 0 | 0 | 4 | Atlético Madrid   | CF         |
| 20  | Marco Asensio     | 21-01-1996    | 3  | 0 | 0 | 0 | 0 | 2 | 1 | Real Madrid       | AM         |
| 21  | David Silva       | 08-01-1986    | 4  | 0 | 0 | 0 | 0 | 0 | 3 | Manchester City   | LW, AM     |
| 22  | Isco              | 21-04-1992    | 4  | 1 | 0 | 0 | 0 | 0 | 0 | Real Madrid       | AM         |
| 23  | Pepe Reina        | 31-08-1982    | 0  | 0 | 0 | 0 | 0 | 0 | 0 | SSC Napoli        | GK         |

### Wedstrijden

#### Groepsfase
| Nr. | Land     | GW | W | G | V | DV | DT | DS | Ptn |
| --- | -------- | -- | - | - | - | -- | -- | -- | --- |
| 1   | Spanje   | 3  | 1 | 2 | 0 | 6  | 5  | +1 | 5   |
| 2   | Portugal | 3  | 1 | 2 | 0 | 5  | 4  | +1 | 5   |
| 3   | Iran     | 3  | 1 | 1 | 1 | 2  | 2  | 0  | 4   |
| 4   | Marokko  | 3  | 0 | 1 | 2 | 2  | 4  | −2 | 1   |

|                                               |                             |       |                          |                                                                                      |
| 15 juni 2018 «onderlinge duels» 21:00 (UTC+3) | Portugal                    | 3 – 3 | Spanje                   | Olympisch Stadion Fisjt, Sotsji Toeschouwers: 43.866 Scheidsrechter: Gianluca Rocchi |
| 15 juni 2018 «onderlinge duels» 21:00 (UTC+3) | Ronaldo 4' (pen.), 44', 88' |       | 24', 55' Costa 58' Nacho | Olympisch Stadion Fisjt, Sotsji Toeschouwers: 43.866 Scheidsrechter: Gianluca Rocchi |

|                                               |      |           |        |                                                                      |
| 20 juni 2018 «onderlinge duels» 21:00 (UTC+3) | Iran | 0 – 1     | Spanje | Kazan Arena, Kazan Toeschouwers: 42.718 Scheidsrechter: Andrés Cunha |
| 20 juni 2018 «onderlinge duels» 21:00 (UTC+3) |      | 54' Costa |        | Kazan Arena, Kazan Toeschouwers: 42.718 Scheidsrechter: Andrés Cunha |

|                                               |                      |       |                           |                                                                                 |
| 25 juni 2018 «onderlinge duels» 20:00 (UTC+2) | Spanje               | 2 – 2 | Marokko                   | Arena Baltika, Kaliningrad Toeschouwers: 33.973 Scheidsrechter: Ravshan Irmatov |
| 25 juni 2018 «onderlinge duels» 20:00 (UTC+2) | Isco 19' Aspas 90+1' |       | 14' Boutaïb 81' En-Nesyri | Arena Baltika, Kaliningrad Toeschouwers: 33.973 Scheidsrechter: Ravshan Irmatov |

#### Achtste finale
|                                              |                                |       |                                        |                                                                                        |
| 1 juli 2018 «onderlinge duels» 17:00 (UTC+3) | Spanje                         | 1 – 1 | Rusland                                | Olympisch Stadion Loezjniki, Moskou Toeschouwers: 78.011 Scheidsrechter: Björn Kuipers |
| 1 juli 2018 «onderlinge duels» 17:00 (UTC+3) | Ignasjevitsj 12' (e.d.)        |       | 41' Djoeba                             | Olympisch Stadion Loezjniki, Moskou Toeschouwers: 78.011 Scheidsrechter: Björn Kuipers |
| 1 juli 2018 «onderlinge duels» 17:00 (UTC+3) | Strafschoppen                  |       |                                        | Olympisch Stadion Loezjniki, Moskou Toeschouwers: 78.011 Scheidsrechter: Björn Kuipers |
| 1 juli 2018 «onderlinge duels» 17:00 (UTC+3) | Iniesta Piqué Koke Ramos Aspas | 3 – 4 | Smolov Ignasjevitsj Golovin Tsjerysjev | Olympisch Stadion Loezjniki, Moskou Toeschouwers: 78.011 Scheidsrechter: Björn Kuipers |

RFEF · A-internationals · Selecties · Bondscoaches · Spaans vrouwenelftal · Olympisch elftal · Spanje U21 · Spanje U20 · Spanje U19 · Spanje U18 · Spanje U17 · Spanje U16 · Vrouwen U17
1920 – 1929 ·
1930 – 1939 ·
1940 – 1949 ·
1950 – 1959 ·
1960 – 1969 ·
1970 – 1979 ·
1980 – 1989 ·
1990 – 1999 ·
2000 – 2009 ·
2010 – 2019 ·
2020 − 2029
EK's: 1964 · 
1980 · 
1984 · 
1988 · 
1996 · 
2000 · 
2004 · 
2008 · 
2012 · 
2016 · 
2020 · 
2024
WK's: 1934 · 
1950 · 
1962 · 
1966 · 
1978 · 
1982 · 
1986 · 
1990 · 
1994 · 
1998 · 
2002 · 
2006 · 
2010 · 
2014 · 
2018 · 
2022
OS: 1920 ·
1924 · 
1928 · 
1968 · 
1976 · 
1980 · 
1992 · 
1996 · 
2000 · 
2012 ·
2020
1920 · 
1921 · 
1922 · 
1923 · 
1924 · 
1925 · 
1926 · 
1927 · 
1928 · 
1929 · 
1930 · 
1931 · 
1932 · 
1933 · 
1934 · 
1935 · 
1936 · 
1937 · 1939 · 1940 · 
1941 · 
1942 · 
1943 · 1944 · 
1945 · 
1946 · 
1947 · 
1948 · 
1949 · 
1950 · 
1952 · 
1952 · 
1953 · 
1954 · 
1955 · 
1956 · 
1957 · 
1958 · 
1959 · 
1960 · 
1961 · 
1962 · 
1963 · 
1964 · 
1965 · 
1966 · 
1967 · 
1968 · 
1969 · 
1970 · 
1971 · 
1972 · 
1973 · 
1974 · 
1975 · 
1976 · 
1977 · 
1978 · 
1979 · 
1980 · 
1981 · 
1982 · 
1983 · 
1984 · 
1985 · 
1986 · 
1987 · 
1988 · 
1989 · 
1990 · 
1991 · 
1992 · 
1993 · 
1994 · 
1995 · 
1996 · 
1997 · 
1998 · 
1999 · 
2000 · 
2001 · 
2002 · 
2003 · 
2004 · 
2005 · 
2006 · 
2007 · 
2008 · 
2009 · 
2010 · 
2011 · 
2012 · 
2013 ·
2014 ·
2015 ·
2016 ·
2017 ·
2018 ·
2019 ·
2020 ·
2021 ·
2022
Albanië ·
Algerije ·
Andorra ·
Argentinië ·
Armenië ·
Australië ·
Azerbeidzjan ·
België ·
Bolivia ·
Bosnië en Herzegovina ·
Brazilië ·
Bulgarije ·
Canada ·
Chili ·
China ·
Colombia ·
Costa Rica ·
Cyprus ·
DDR ·
Denemarken ·
Duitsland ·
Ecuador ·
Egypte ·
El Salvador ·
Engeland ·
Estland ·
Equatoriaal-Guinea · 
Faeröer ·
Finland ·
Frankrijk ·
GOS ·
Georgië ·
Griekenland ·
Haïti ·
Honduras ·
Hongarije ·
Ierland ·
IJsland ·
Irak ·
Iran ·
Israël ·
Italië ·
Ivoorkust ·
Japan ·
Joegoslavië ·
Jordanië ·
Kosovo ·
Kroatië ·
Letland ·
Liechtenstein ·
Litouwen ·
Luxemburg ·
Malta ·
Marokko ·
Mexico ·
Nederland ·
Nieuw-Zeeland ·
Nigeria ·
Noord-Ierland ·
Noord-Macedonië ·
Noorwegen ·
Oekraïne ·
Oostenrijk ·
Panama ·
Paraguay ·
Peru ·
Polen ·
Portugal ·
Puerto Rico ·
Roemenië ·
Rusland ·
San Marino ·
Saoedi-Arabië ·
Schotland ·
Servië ·
Servië en Montenegro ·
Slovenië ·
Slowakije ·
Sovjet-Unie ·
Tahiti ·
Tsjechië ·
Tsjecho-Slowakije ·
Tunesië ·
Turkije ·
Uruguay ·
Venezuela ·
Verenigde Staten ·
Wales ·
Wit-Rusland ·
Zuid-Afrika ·
Zuid-Korea ·
Zweden ·
Zwitserland
Australië (2014) ·
Brazilië (2013) ·
Chili (2010) ·
Chili (2014) ·
Costa Rica (2022) ·
Duitsland (2008) ·
Duitsland (2022) ·
Engeland (1982) ·
Engeland (2024) ·
Frankrijk (1984) ·
Frankrijk (2006) ·
Frankrijk (2012) ·
Frankrijk (2021) ·
Griekenland (2008) ·
Honduras (2010) ·
Ierland (2012) ·
Iran (2018) ·
Italië (2008) ·
Italië (2012, 1) ·
Italië (2012, 2) ·
Italië (2016) ·
Italië (2021) ·
Japan (2022) ·
Kroatië (2012) ·
Kroatië (2021) ·
Marokko (2018) ·
Marokko (2022) ·
Nederland (2010) ·
Nederland (2014) ·
Oekraïne (2006) ·
Paraguay (2002) ·
Polen (2021) ·
Portugal (2012) ·
Portugal (2018) ·
Rusland (2008, 1) ·
Rusland (2008, 2) ·
Rusland (2018) ·
Saoedi-Arabië (2006) ·
Slovenië (2002) ·
Slowakije (2021) ·
Sovjet-Unie (1964) ·
Tsjechië (2016) ·
Tunesië (2006) ·
Turkije (2016) ·
West-Duitsland (1982) ·
Zuid-Afrika (2002) ·
Zweden (2008) ·
Zweden (2021) ·
Zwitserland (2010) ·
Zwitserland (2021)